# St.-Sylvestri-Kirche (Wernigerode)

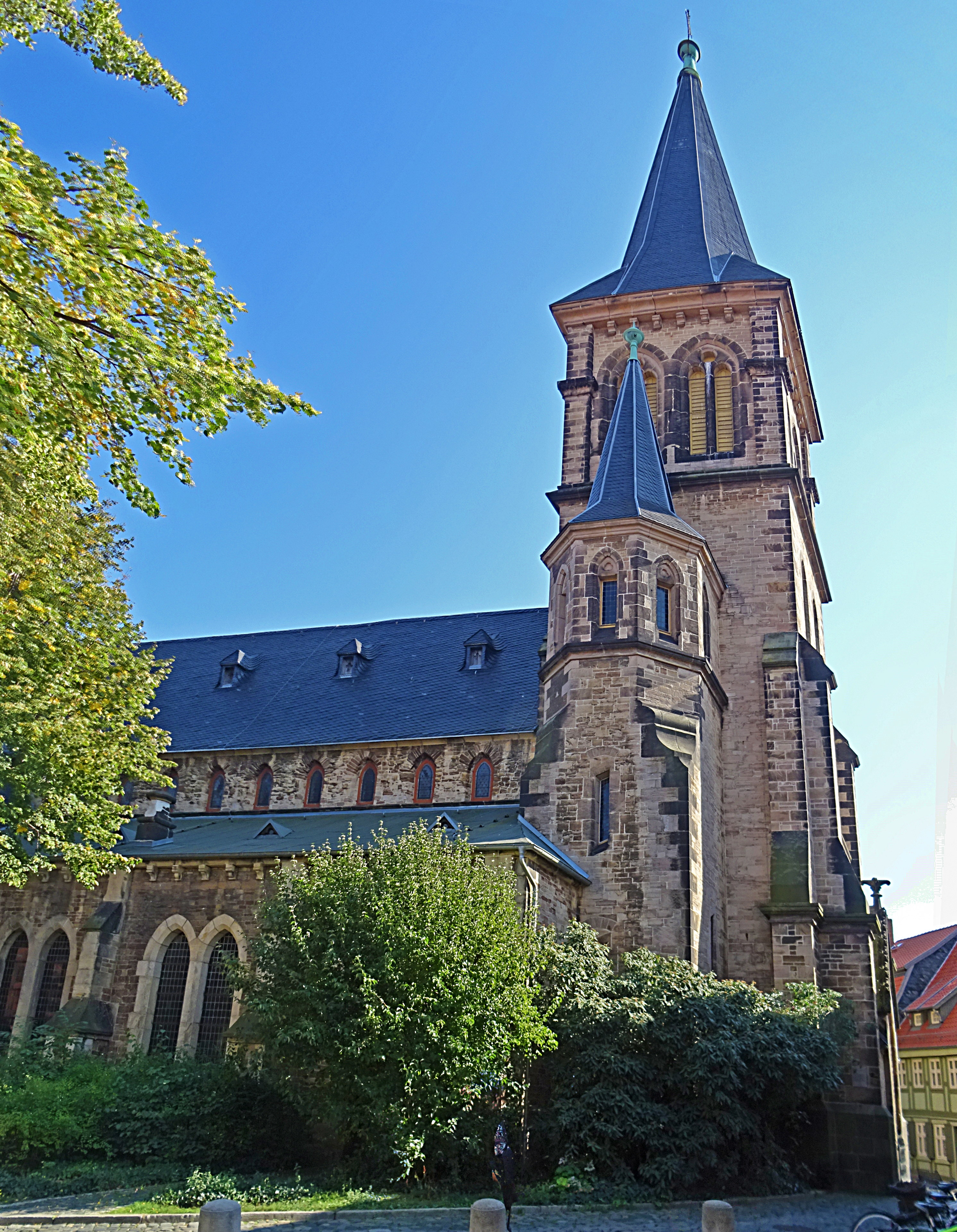
St.-Sylvestri-Kirche

Die St.-Sylvestri-Kirche in Wernigerode gehört zur Neuen Evangelischen Kirchengemeinde Wernigerode. Die Kirche ist nach dem Papst Silvester I. benannt und befindet sich am Oberpfarrkirchhof.

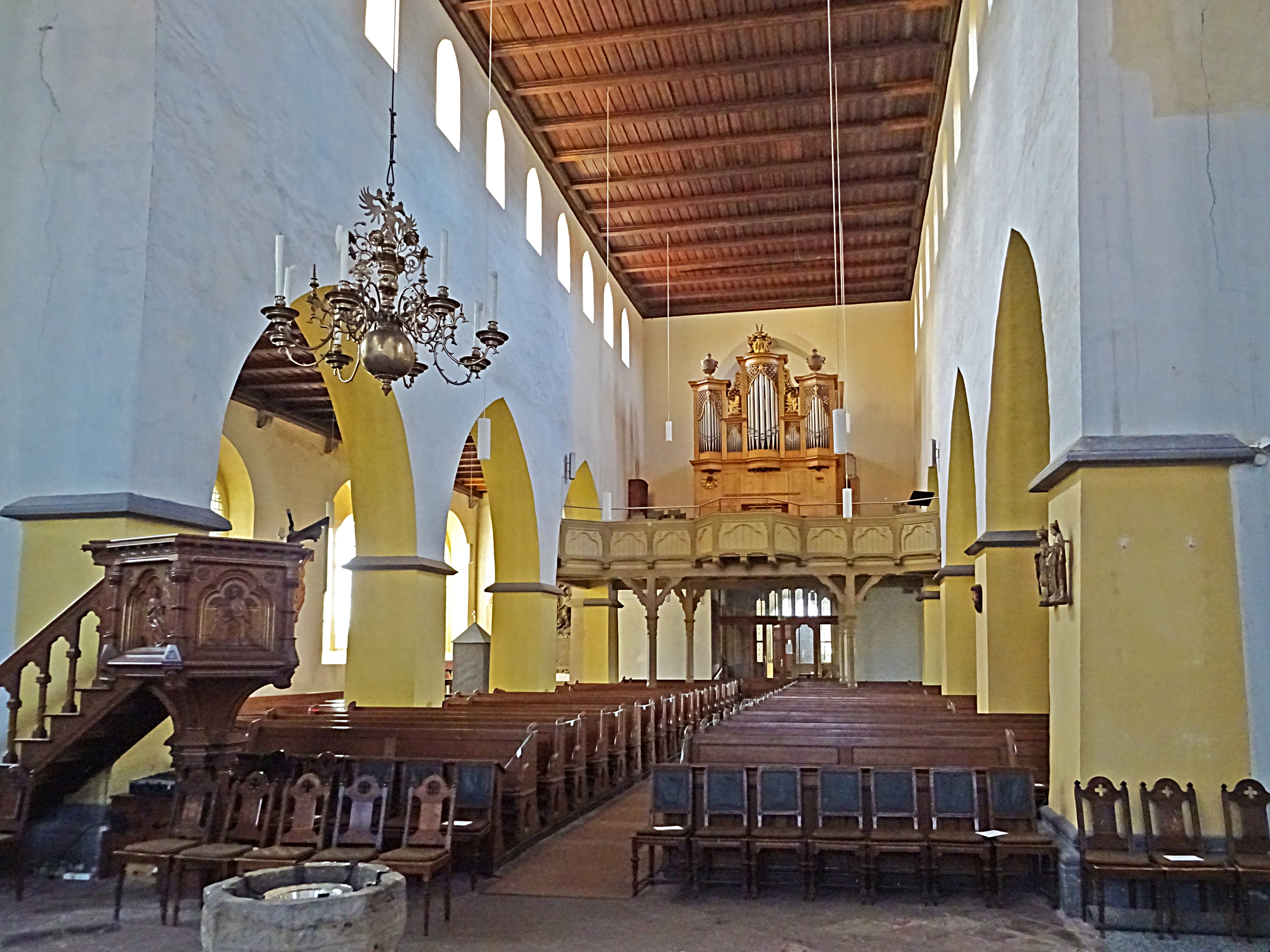
Innenansicht

## Baugeschichte

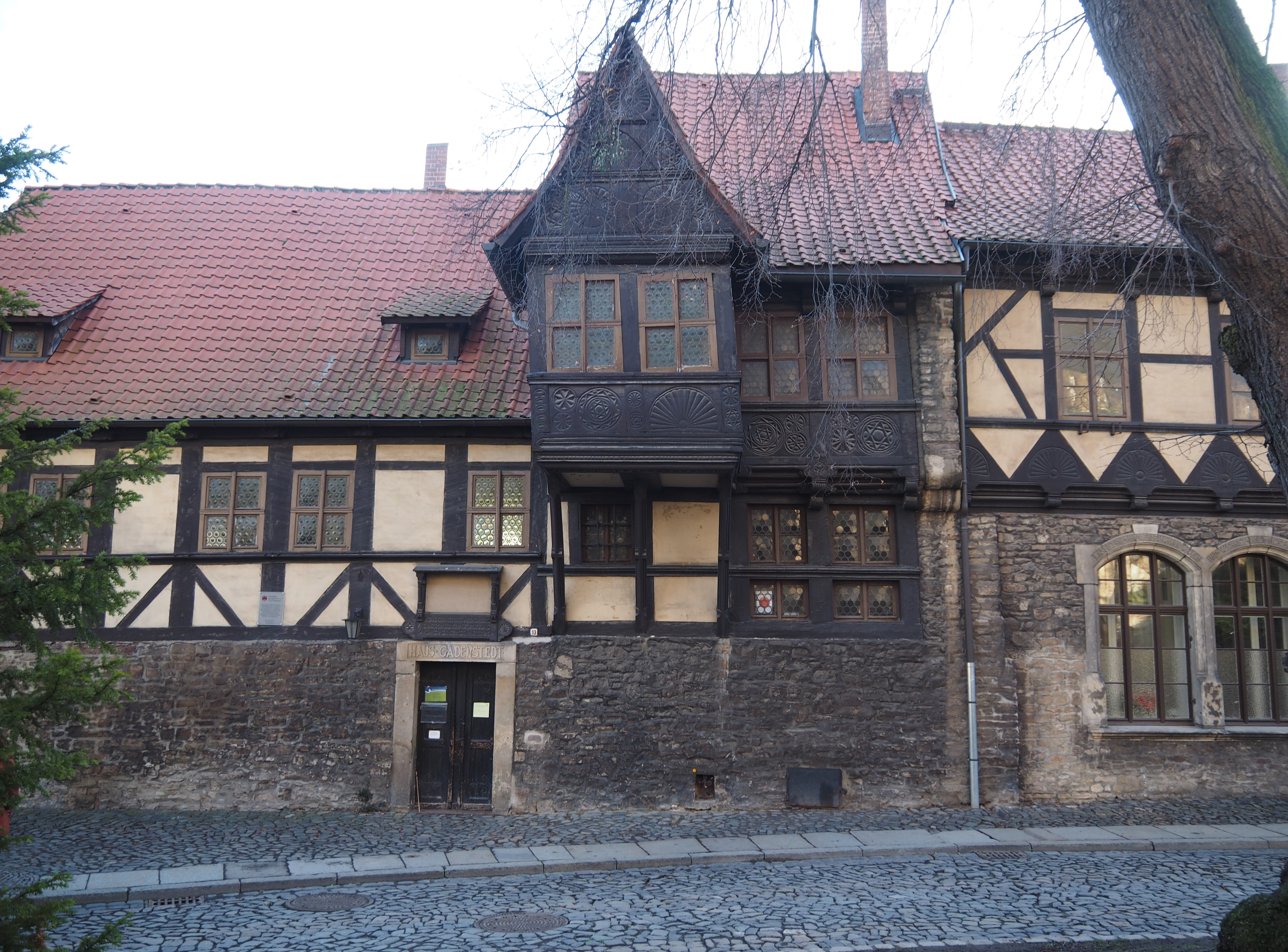
Haus Gadenstedt

Das Gebäude der St.-Sylvestri-Kirche steht auf dem ältesten Teil von Wernigerode, dem „Klint“. Die Benediktiner des Klosters Corvey unter ihrem Abt Warin I. bauten hier, der Legende nach, im 9. Jahrhundert eine Kapelle, die den Mittelpunkt der Siedlung Wernigerode bildete. Fundamentreste befinden sich noch unter dem Gemeindehaus der Kirche, dem „Haus Gadenstedt“ gegenüber dem heutigen Kirchengebäude. Im 10. Jahrhundert erfolgte der Umbau in eine dreischiffige, kreuzförmige romanische Basilika. Die Pfeiler dieser Kirche stehen noch heute. Die Kirche erhielt einen breiten Westbau und zwei achteckige Türme. Um 1100 taucht erstmals der Name „ecclesia St. Georgi“ auf, sie war also dem Heiligen Georg geweiht, Schutzpatron unter anderem der Bauern, Bergarbeiter, Ritter und Ritterorden sowie der Soldaten, Schmiede und Pilger.
1265 wurde das Gebäude anlässlich der Gründung eines Chorherrenstifts zur frühgotischen Basilika umgebaut. Unter anderem wurde die Mittelschiffwand des obersten Geschosses mit großen Fenstern versehen (Obergaden). Der Chorraum wurde verlängert, um Platz für das Chorherrengestühl zu gewinnen. Unter dem Chor befindet sich eine Gruft mit den Gräbern einzelner Grafen. Der Zugang wurde 1880 bis 1886 zugemauert. Bischof Volrad von Kranichfeld bestätigte 1265 das Patrozinium des Papstes Silvester I.
1727 werden die beiden Türme der Kirche abgetragen und auf dem Westwerk ein achteckiger Turm mit einer Haube im Barockstil errichtet. Dieser wurde 1869 wieder abgerissen. Anlässlich des Kirchenumbaus im neugotischen Stil (1880–1886) wurde ein neuer Turm errichtet, der noch heute steht. Bei diesem Umbau musste aus statischen Gründen anstatt des barocken Tonnengewölbes eine hölzerne Flachdecke eingezogen werden. Dazu war es notwendig, die Lanzettfenster an der Ostseite des Chores zu verkürzen. Der Obergaden wurde zugemauert und erst im 19. Jahrhundert wieder aufgebrochen.

## Ausstattung
In Folge der Aufgabe der Liebfrauenkirche als Gottesdienststätte und der notwendigen Entwidmung werden Kulturgegenstände, die vorher ihren Platz in der Liebfrauenkirche hatten, in die Sylvestrikirche überführt.

### Glocken
Die Kirche besaß ursprünglich fünf Glocken. Drei davon wurden im Ersten und Zweiten Weltkrieg für Rüstungszwecke eingeschmolzen. Die erste verbliebene Glocke vom 27. Juni 1297 wiegt etwa 1750 kg. Die andere aus dem Jahr 1500 hat ein Gewicht von etwa 1000 kg. Die dritte Glocke wurde nach 2000 durch die Gießerei Lauchhammer gegossen und läutet jeden Mittag 12 Uhr und jeden Abend 18 Uhr. 

### Altar
Der gotische Flügelaltar wurde um 1480 in einer Brüsseler Werkstatt gefertigt. Ursprünglich stand dieser Altar in der Liebfrauenkirche. Als diese 1751 durch einen Brand völlig zerstört wurde, konnte er beschädigt gerettet werden und wurde zunächst in der Nikolaikirche aufgestellt. Nach deren Abriss kam er 1932 in die St.-Sylvestri-Kirche und ersetzte dort den 1883 von dem Wernigeröder Holzbildhauer Gustav Kuntzsch geschaffenen Altar.
Die geöffnete Festtagsseite zeigt einen Marienaltar. Im geschnitzten Mittelteil die Geburt Jesu, Ankunft der Heiligen Drei Könige mit Gefolge, Trauung Marias und Josefs, Verkündigung, Beschneidung Jesu und Anbetung. Auf den oberen Flügeln Gottvater mit der Weltkugel und Mariä Himmelfahrt. Linke Flügelinnenseite: Anna und Joachim vor der goldenen Pforte, Verkündigung der Geburt an Maria. Rechte Flügelinnenseite: Flucht nach Ägypten und Darstellung im Tempel. Der rechte Außenflügel zeigt Anna selbdritt, auf dem linken Außenflügel sieht man links Maria Magdalena und rechts Maria mit Jesuskind. Der Sockel (Predella) stammt von einem barocken Altar.
Dass der Altar geöffnet einen Marienaltar darstellt und geschlossen einen Annenaltar ist eine Besonderheit. Wahrscheinlich sind die Bilder der geschlossenen Seite älter als die Bilder und Figuren der geöffneten Seite.

### Epitaph

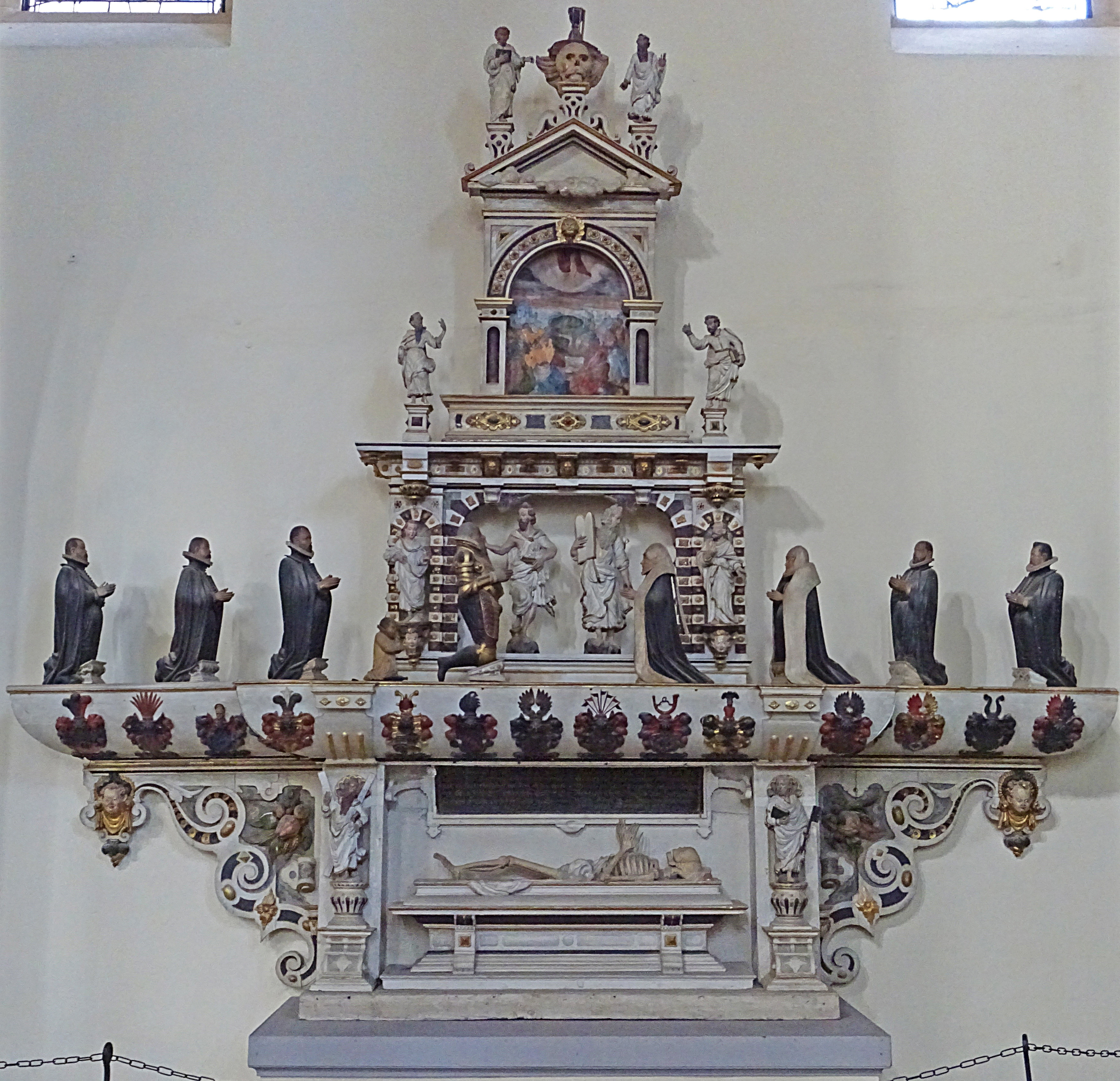
Epitaph für Dietrich von Gadenstedt

Eines der Epitaphe ist für den Hauptmann der Grafschaft, Dietrich von Gadenstedt († 13. Januar 1586). Es zeigt ihn und seine Familie in spanischer Hoftracht. Das Grabdenkmal wurde erst 1995 wieder in der Kirche aufgestellt. Von den ehemals vorhandenen Bildern ist nur noch die Himmelfahrt Christi erhalten. Auch vier der Zwölf Apostel fehlen in dem Kunstwerk.

### Memorientafeln

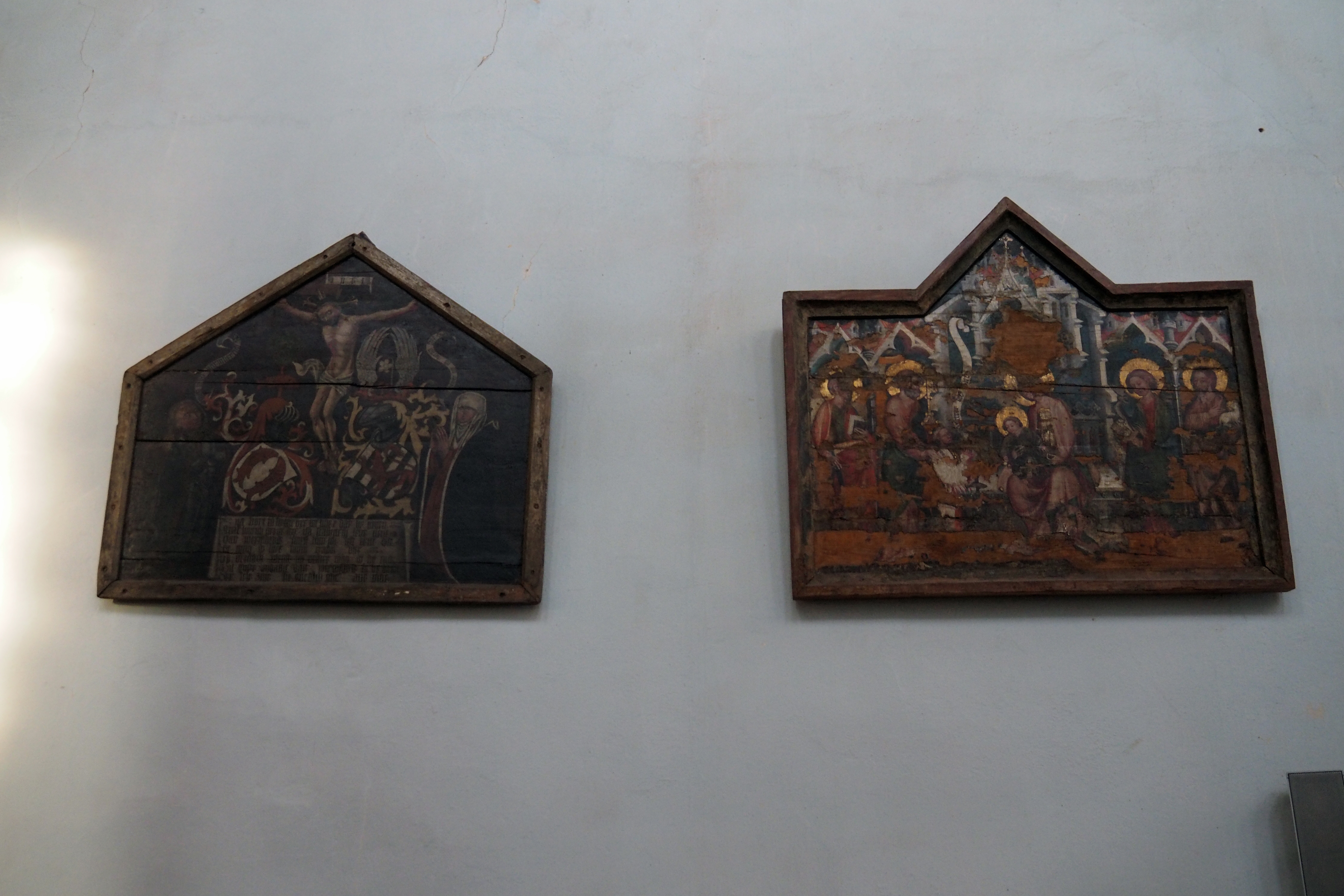
Memorientafeln

Die linke Gedächtnistafel ist Graf Heinrich IV. von Wernigerode († 3. Juni 1429) gewidmet. Er war der letzte Graf von Wernigerode. Als Stifterfigur ist seine Ehefrau Gräfin Agnes von Gleichen zu sehen. Die rechte Tafel wurde Graf Dietrich, dem Bruder von Graf Heinrich IV. gewidmet, der am 22. Juli 1386 wegen eines angeblich begangenen Landfriedensbruchs hingerichtet wurde oder einem Mordkomplott zum Opfer gefallen war.

### Eichenbohlenschrank

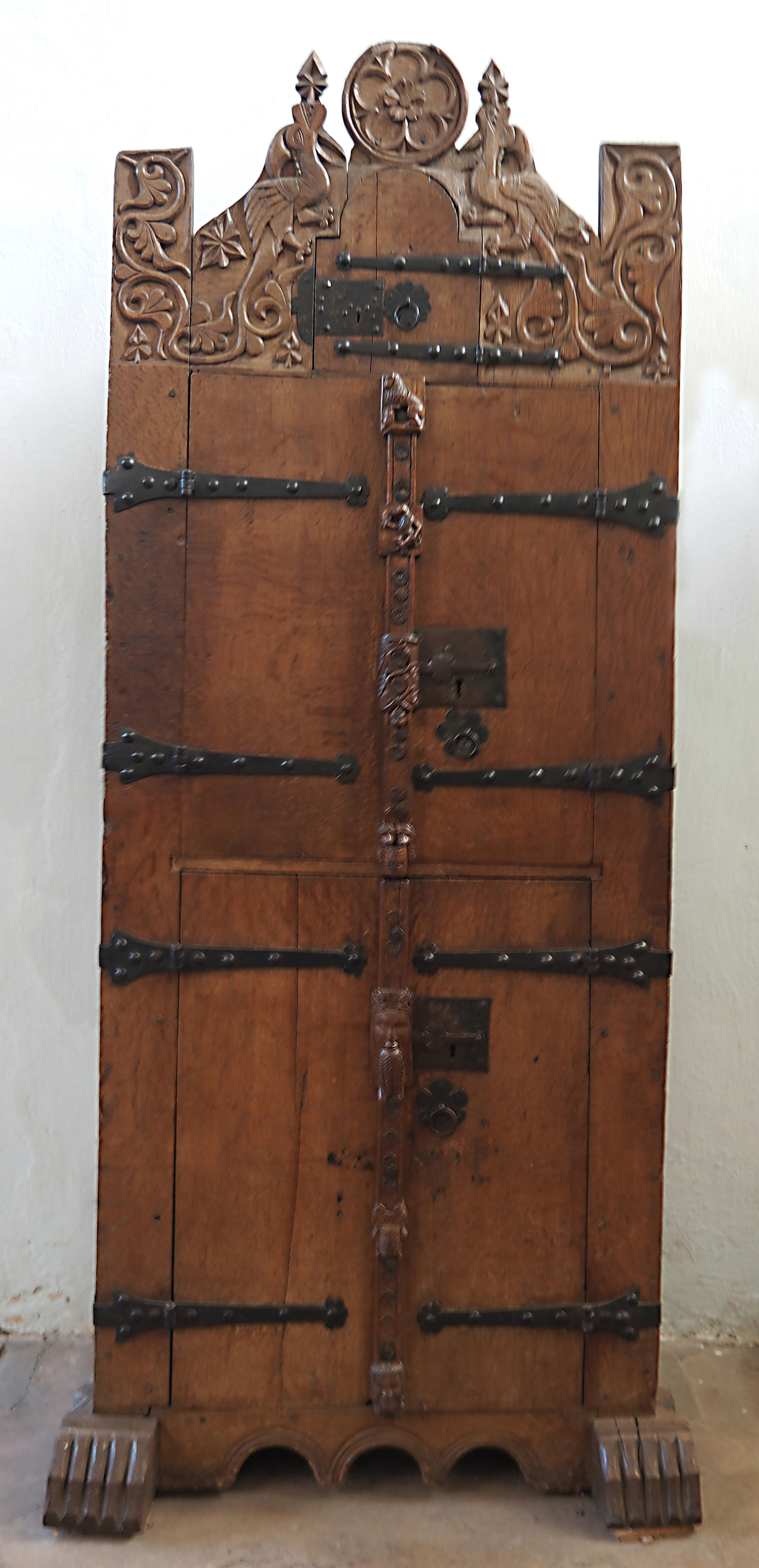
Eichen-schrank

In der Kirche steht einer der ältesten noch erhaltenen Eichenbohlenschränke Deutschlands. Er stand ursprünglich in der Sakristei und diente zur Aufbewahrung heiliger Schriften. Die romanischen Rundbögen im Sockel am Fuß sowie der gotische Giebel deuten auf das 13. Jahrhundert als Zeitraum der Herstellung hin. Die Besonderheit des Schrankes ist die Leiste in der Mitte, die sieben unterschiedliche Reliefs aufweist. Köpfe, Turnierhelme, Schlangen und Blätter, einen Affen und einen Löwen zeigt die Schmuckleiste. Sie könnten auf den Sieg des Christentums über das Heidentum oder auch als Sieg des Guten über das Böse gedeutet werden.

### Kanzel
Die Kanzel zeigt die Apostel Johannes, Petrus, Paulus und Jakobus. Holzbildhauer Gustav Kuntzsch hat sie 1883 nach Vorlagen von Peter Vischer erstellt.
Auch das Gestühl ist von Gustav Kuntzsch gearbeitet.

### Fenster
Im Jahr 2017 erhielt die Dreifenstergruppe im Nordquerhaus über dem Gadenstedtschen Epitaph eine neue Verglasung nach Entwürfen von Günter Grohs. Die bleiverglasten Fenster wurden in den Glaswerkstätten F. Schneemelcher (Quedlinburg) ausgeführt und überwiegend durch Spenden finanziert.

### Orgel

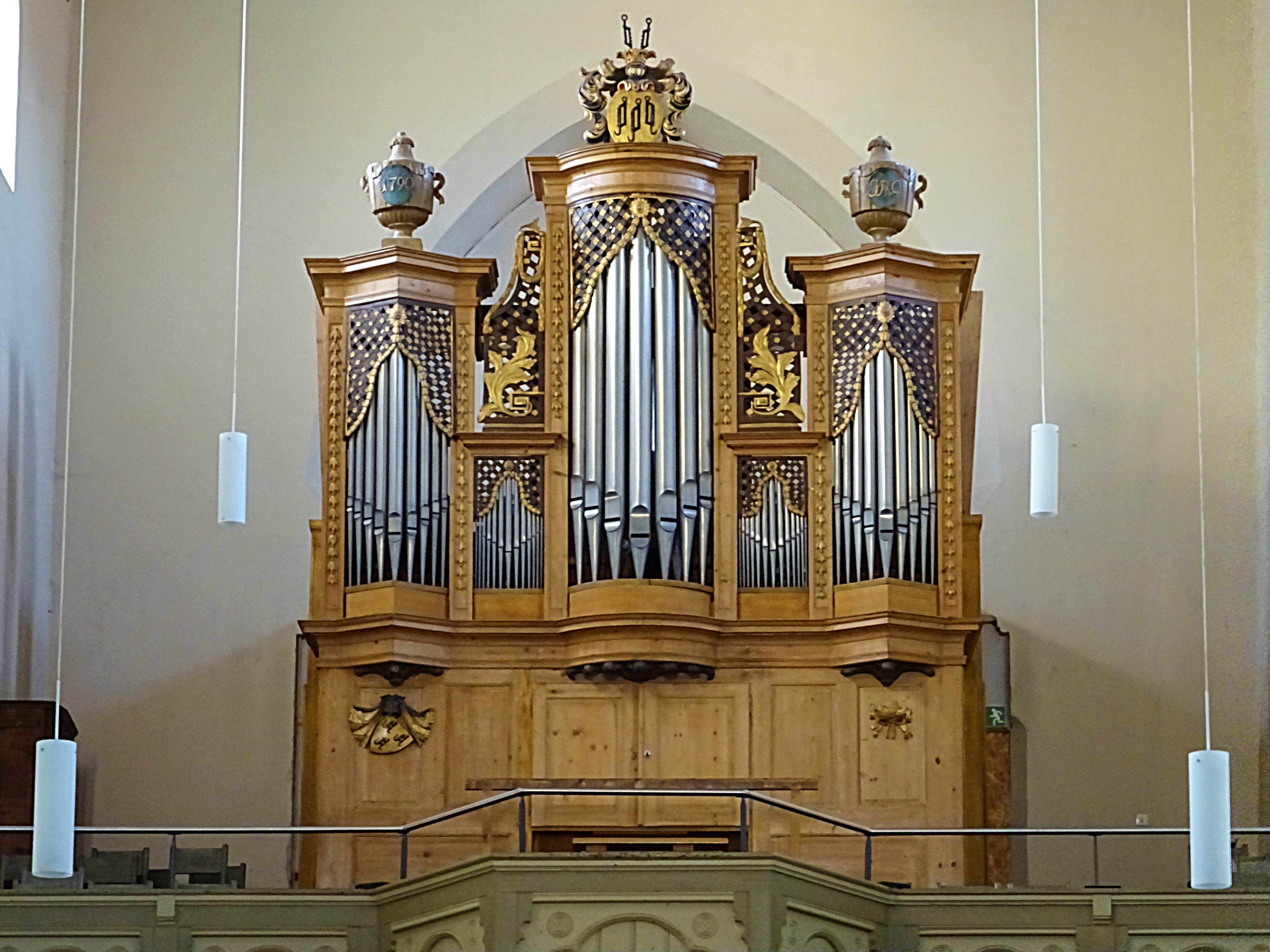
Jesse-Orgel

Die barocke Orgel wurde 1790 von Balthasar Georg Christoph Jesse (1741–1795) aus Halberstadt erbaut. Sie besitzt 26 Register auf zwei Manualen und Pedal mit mechanischer Traktur und Schleifladen, 1383 Pfeifen. 1971/1972 kam sie aus der Dorfkirche von Deersheim und wurde durch die Zittauer Orgelbaufirma A. Schuster & Sohn unter Verwendung des Pfeifenmaterials der von Friedrich Ladegast geschaffenen Vorgängerorgel umgebaut.
| I Manual C–d3 |        |
| Pommer        | 16′    |
| Principal     | 8′     |
| Rohrflöte     | 8′     |
| Oktave        | 4′     |
| Gedackt       | 4′     |
| Nasat         | 2 ⁄3′  |
| Oktave        | 2′     |
| Terz          | 1 3⁄5′ |
| Mixtur VI     |        |
| Trompete      | 8′     |

| II Oberwerk C–d3 |       |
| Gedackt          | 8′    |
| Prinzipal        | 4′    |
| Rohrflöte        | 4′    |
| Waldflöte        | 2′    |
| Quinte           | 1 ⁄3′ |
| Sesquialtera II  |       |
| Cymbel III       |       |
| Mixtur IV        |       |
| Vox Humana       | 8′    |

| Pedal C–f1    |        |
| Subbass       | 16′    |
| Oktavbass     | 8′     |
| Gedackt       | 8′     |
| Quinte        | 5 1⁄3′ |
| Octave        | 4′     |
| Choralbass II | 4′+2′  |
| Posaune       | 16′    |
| Clarine       | 4′     |

- Koppeln: II/I, I/P

## Geistliche
- Christian Bilefeld (1617–1695), 1655 bis 1680 Oberpfarrer und Superintendent
- Johann Wolf (1653–1695), 1680 bis 1695 Oberpfarrer und Superintendent
- Heinrich Georg Neuss (1654–1716), 1696 bis 1716 Oberpfarrer und Superintendent, Kirchenlieddichter
- Julius Karl Arndt (1820–1888), ab 1862 Oberpfarrer und bis 1875 Superintendent, Erbauungsschriftsteller